# LeTua Cycling Team
Das LeTua Cycling Team war ein malaysisches Radsportteam.
Es wurde 2007 gegründet und besaß eine UCI-Lizenz als Continental Team. Im Rahmen der UCI Continental Circuits nahm sie hauptsächlich an Rennen der UCI Asia Tour teil. Sportliche Leiter waren Shukor Yassin, Omar Khairul Ikmal und Sharif Azlan Mohd. Zum Ende der Saison 2011 wurde die Mannschaft aufgelöst.

## Saison 2011

### Erfolge in den Continental Circuits
| Datum    | Rennen                                       | Kat. | Fahrer            |
| -------- | -------------------------------------------- | ---- | ----------------- |
| 9. März  | 2. Etappe Jelajah Malaysia                   | 2.2  | Félix Vidal Celis |
| 12. März | 5. Etappe Jelajah Malaysia                   | 2.2  | Félix Vidal Celis |
| 17. Mai  | 4. Etappe Azerbaïjan Tour                    | 2.2  | Miguel Niño       |
| 25. Mai  | 1. Etappe International Presidency Tour      | 2.2  | Libardo Niño      |
| 27. Mai  | 3. Etappe International Presidency Tour      | 2.2  | Miguel Niño       |
| 25. Juni | Kirgisische Meisterschaft – Einzelzeitfahren | NC   | Eugen Wacker      |
| 26. Juni | Kirgisische Meisterschaft – Straßenrennen    | NC   | Eugen Wacker      |

### Abgänge – Zugänge
| Zugänge                     | Team 2010                              | Abgänge                              | Team 2011                |
| --------------------------- | -------------------------------------- | ------------------------------------ | ------------------------ |
| Félix Vidal Celis           | Footon-Servetto                        | Fhu Zen Lim                          | Unbekannt                |
| Eugen Wacker                | Giant Asia Racing Team                 | Mohd Yazrul Hisham Zulkefli          | Unbekannt                |
| Libardo Niño                | Aguardiente Néctar-Selle Italia (2000) | Mohamed Hafiz Rosli (bis 30.04.)     | Unbekannt                |
| Alexis Rodríguez            | LeTua Cycling Team (2010)              | Eugen Wacker (bis 30.06.)            | Giant Kenda Cycling Team |
| Ahmad Syakir Ismail         | Neoprofi                               | Mohd Rhazif Mohd Salleh (bis 30.06.) | Unbekannt                |
| Muhamad Faiz Mohamad Roslan | Neoprofi                               | James Ibrahim (bis 31.07.)           | Unbekannt                |
| Miguel Niño                 | Neoprofi                               | Yew Meng Lim (bis 31.07.)            | Unbekannt                |
| Mohammad Omar Rosli         | Neoprofi                               | Abdullah Shahrom (bis 31.07.)        | Unbekannt                |
| Azhar Zulaily               | Neoprofi                               |                                      |                          |

### Mannschaft
| Name                        | Geburtstag         | Nationalität | Team 2012                  |
| --------------------------- | ------------------ | ------------ | -------------------------- |
| Muhammad Hafiz Azeman       | 2. November 1990   | Malaysia     |                            |
| Félix Vidal Celis           | 21. August 1982    | Spanien      | Azad University Cross Team |
| Adrian Why Kit Chuah        | 21. März 1989      | Malaysia     |                            |
| Ahmad Syakir Ismail         | 21. November 1989  | Malaysia     |                            |
| Muhamad Faiz Mohamad Roslan | 11. März 1992      | Malaysia     |                            |
| Mohd Shawal Mohd Shafee     | 1. Mai 1991        | Malaysia     |                            |
| Yong Li Ng                  | 6. Oktober 1985    | Malaysia     | Azad University Cross Team |
| Libardo Niño                | 26. September 1968 | Kolumbien    |                            |
| Miguel Niño                 | 25. Januar 1971    | Kolumbien    | Azad University Cross Team |
| Alexis Rodríguez            | 27. April 1977     | Spanien      |                            |
| Mohammad Omar Rosli         | 5. Januar 1992     | Malaysia     |                            |
| Sam Witmitz                 | 17. März 1985      | Australien   | Team Budget Forklifts      |
| Azhar Zulaily               | 31. Oktober 1992   | Malaysia     |                            |

### Platzierungen in UCI-Ranglisten
UCI America Tour 2011
|      | Fahrer       | Punkte |
| ---- | ------------ | ------ |
| 125. | Libardo Niño | 20     |

UCI Asia Tour 2011
|      | Fahrer            | Punkte |
| ---- | ----------------- | ------ |
| 4.   | Libardo Niño      | 208    |
| 61.  | Félix Vidal Celis | 46     |
| 89.  | Miguel Niño       | 35     |
| 280. | Yong Li Ng        | 5      |

## Saison 2009

### Erfolge in den Continental Circuits
| Datum         | Rennen                                      | Kat. | Fahrer        |
| ------------- | ------------------------------------------- | ---- | ------------- |
| 12. Februar   | 4. Etappe Tour de Langkawi                  | 2.HC | Samai Samai   |
| 10. September | 3. Etappe Tour de Hokkaidō                  | 2.2  | Jaan Kirsipuu |
| 11. September | 4. Etappe Tour de Hokkaidō                  | 2.2  | Jaan Kirsipuu |
| 4. Oktober    | Singapurische Meisterschaft – Straßenrennen | NC   | Ji Wen Low    |
| 12. Oktober   | 1. Etappe Herald Sun Tour                   | 2.1  | Jaan Kirsipuu |

## Platzierungen in UCI-Ranglisten
UCI Africa Tour
| Saison | Mannschaftswertung | Fahrerwertung       |
| ------ | ------------------ | ------------------- |
| 2009   | 11.                | Jaan Kirsipuu (22.) |
| 2010   | -                  | -                   |
| 2011   | -                  | -                   |

UCI America Tour
| Saison | Mannschaftswertung | Fahrerwertung       |
| ------ | ------------------ | ------------------- |
| 2009   | -                  | -                   |
| 2010   | -                  | -                   |
| 2011   | 29.                | Libardo Niño (125.) |

UCI Asia Tour
| Saison | Mannschaftswertung | Fahrerwertung        |
| ------ | ------------------ | -------------------- |
| 2007   | 12.                | Anuar Manam (46.)    |
| 2008   | 4.                 | Tonton Susanto (11.) |
| 2009   | 13.                | Tonton Susanto (69.) |
| 2010   | 28.                | Sam Witmitz (54.)    |
| 2011   | 7.                 | Libardo Niño (4.)    |

UCI Europe Tour
| Saison | Mannschaftswertung | Fahrerwertung        |
| ------ | ------------------ | -------------------- |
| 2009   | 83.                | Jaan Kirsipuu (184.) |
| 2010   | -                  | -                    |
| 2011   | -                  | -                    |

UCI Oceania Tour
| Saison | Mannschaftswertung | Fahrerwertung     |
| ------ | ------------------ | ----------------- |
| 2008   | 18.                |                   |
| 2009   | 8.                 | Jeremy Yates (5.) |
| 2010   | 19.                | Sam Witmitz (56.) |
| 2011   | -                  | -                 |